# 狂戀之歌
《狂戀之歌》（韓語：미친 사랑의 노래）為1990年韓國劇情電影，由金鎬善執導，極東Screen出品、製作及發行。

## 劇情介紹
37歲的伊秀是一位大學女教授，因男友俊昊在越南戰爭中失蹤生死不明，因而悲傷過度每天借酒消愁，生活糜爛。 
在一次學運中，伊秀被一位與俊昊很相似的學生賢佑所救，即使他是學生，賢佑也不禁愛上她。二人因而發生感情，但兩人年紀相差太遠無法結合，在去釜山旅行時，賢佑承認了對伊秀的愛。但伊秀很快意識到，唯一適合她的男人是俊昊。伊秀自己也辭掉教授工作離開學校。
直到有一天，俊昊的戰友民哲以高價將他的財物賣給伊秀並向她說出俊昊早已在戰爭中陣亡，民哲之後自殺，而伊秀因受不了這種打擊而自殺身亡。
最後，伊秀也被發現死在校園游泳池。

## 演員陣容
- 金久美子（朝鲜语：김구미자） 飾 伊　秀
- 朴真星 飾 賢　佑
- 朴贊煥 飾 民　哲
- 金成洙 飾 俊　昊
- 李應敬 飾 美　貞

## 獎項

### 獲獎
- 第35屆亞太影展（1990年）[4]

- 「最佳電影獎」
- 「最佳導演獎」：金鎬善
- 「最佳女主角獎」：金久美子
- 「最佳剪接獎」：玄東春

## 外部連結
- 韩国电影数据库（KMDb）上《狂戀之歌》的資料